# Aartsbisdom New York
Het aartsbisdom New York (Latijn: Archidioecesis Neo-Eboracensis; Engels: Archdiocese of New York) is een metropolitaan aartsbisdom van de Rooms-Katholieke Kerk in de Amerikaanse staat New York. De zetel van het aartsbisdom is in de stad New York.

## Territorium
De aartsbisschop van New York is metropoliet van de kerkprovincie New York, die de gehele staat New York omvat en waartoe ook de volgende suffragane bisdommen behoren:
- Bisdom Albany
- Bisdom Brooklyn
- Bisdom Buffalo
- Bisdom Ogdensburg
- Bisdom Rochester
- Bisdom Rockville Centre
- Bisdom Syracuse

Het aartsbisdom New York beslaat de volgende county's en boroughs: Bronx, Dutchess County, Manhattan, Orange County, Putnam County, Rockland County, Staten Island, Sullivan County, Ulster County en Westchester County.

## Geschiedenis
Het bisdom New York werd opgericht op 8 april 1808. Daarvoor behoorde het gebied toe aan het aartsbisdom Baltimore. Het bisdom werd suffragaan aan Baltimore. Op 23 april 1847 werd een deel van het grondgebied afgestaan voor de vorming van de bisdommen Buffalo en Albany. Op 19 juli 1850 werd New York verheven tot aartsbisdom en op 29 juli 1853 werden het bisdom Brooklyn afgesplitst en ook werd een deel van het aartsbisdom afgestaan om samen met een deel van het bisdom Philadelphia het bisdom Newark te vormen. Dit laatste bisdom was tot 1937 ook suffragaan aan New York. Op 21 maart 1929 werd gebied afgestaan voor de oprichting van de apostolische prefectuur van de Bahama.
De aartsbisschoppen van New York worden traditioneel verheven tot kardinaal.

## Bisschoppen
- 1808–1810: Richard Luke Concanen OP
- 1814–1825: John Connolly OP
- 1826–1842: John Dubois PSS

### Aartsbisschoppen
- 1842–1864: John Joseph Hughes
- 1864–1885: kardinaal John McCloskey
- 1885–1902: Michael Augustine Corrigan
- 1902–1918: kardinaal John Murphy Farley
- 1919–1938: kardinaal Patrick Joseph Hayes
- 1939–1967: kardinaal Francis Spellman
- 1968–1983: kardinaal Terence Cooke
- 1983–2000: kardinaal John Joseph O'Connor
- 2000–2009: kardinaal Edward Michael Egan
- 2009–heden: kardinaal Timothy Dolan

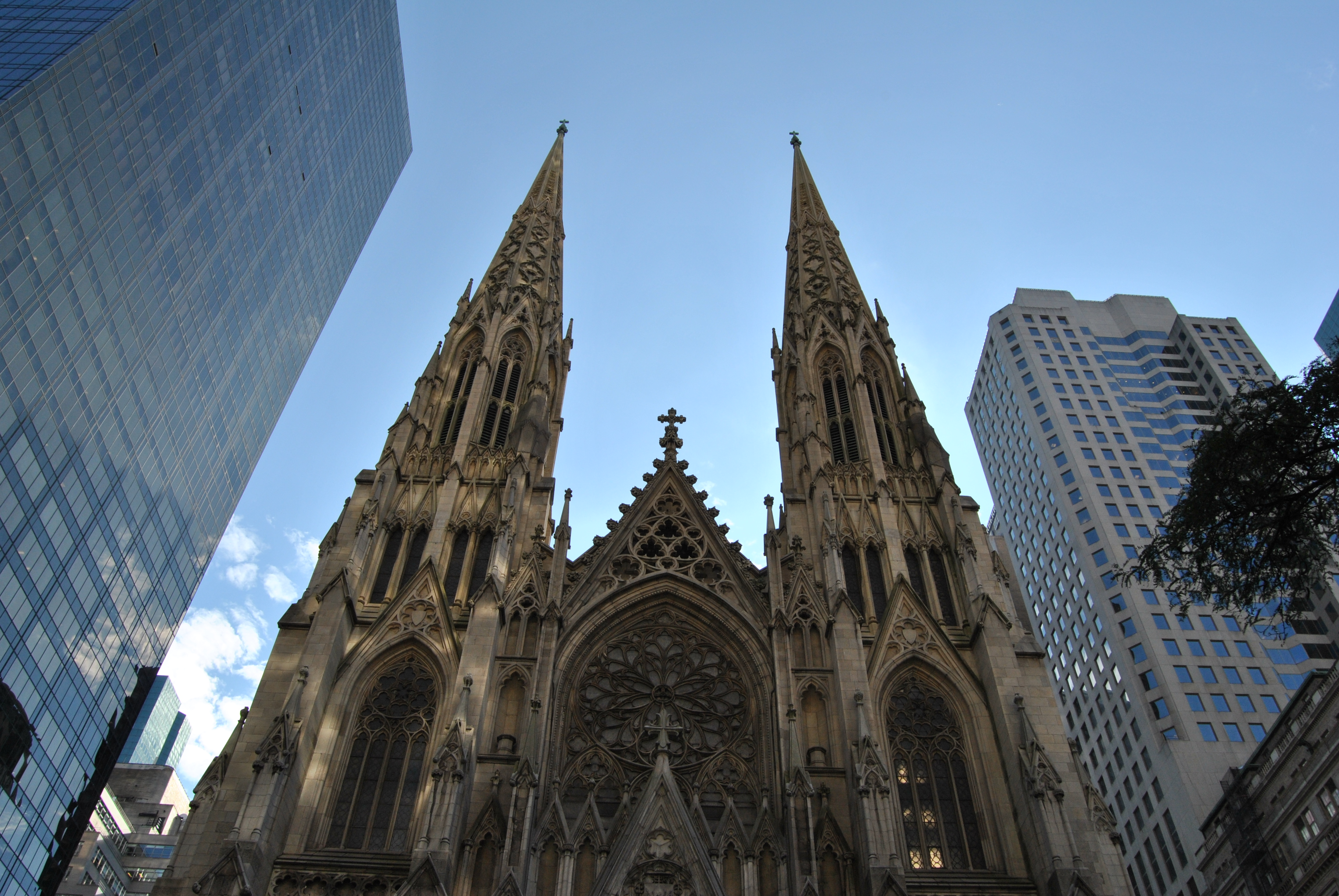
Kathedraal van New York
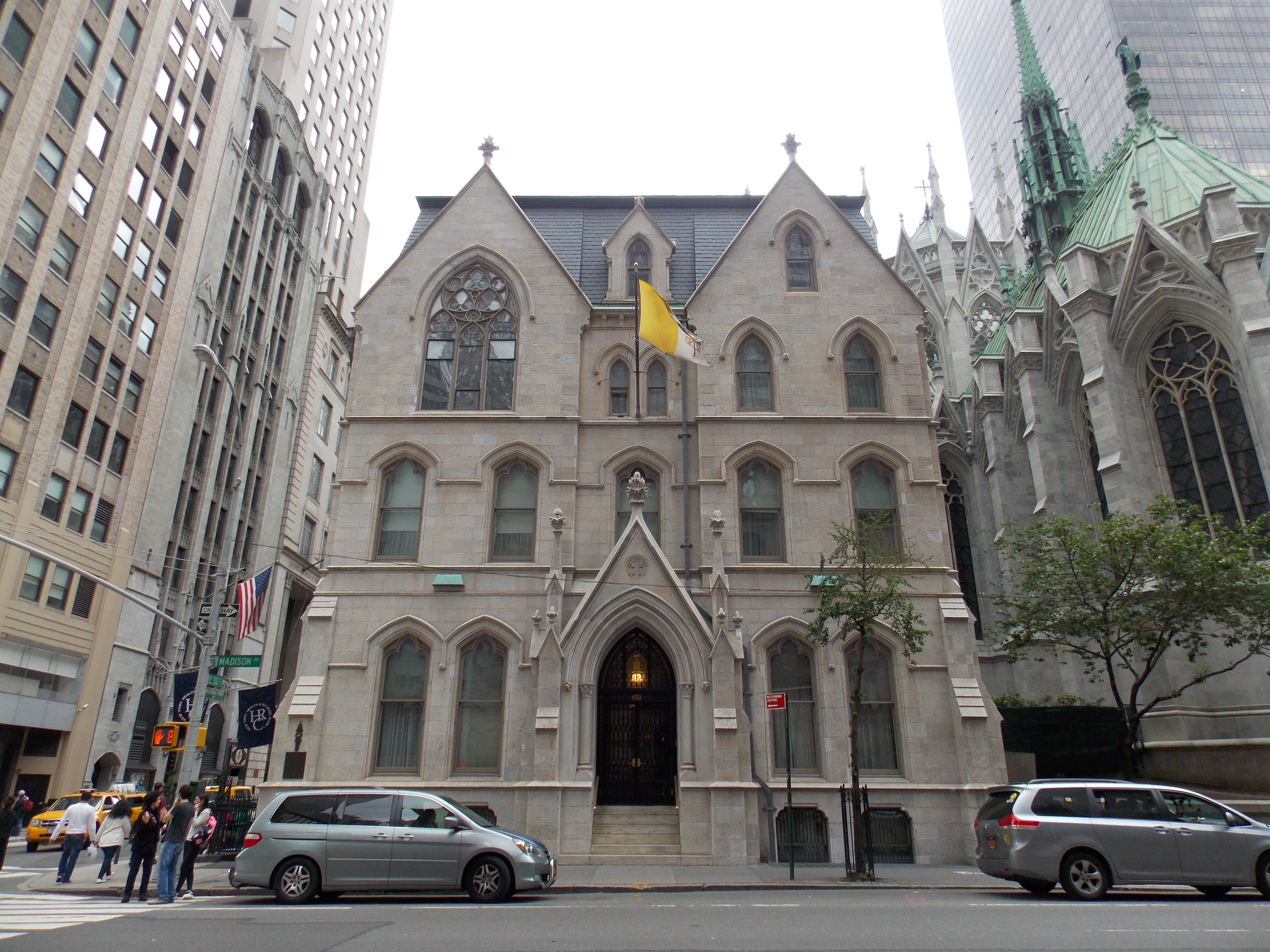
Aartsbisschoppelijk paleis
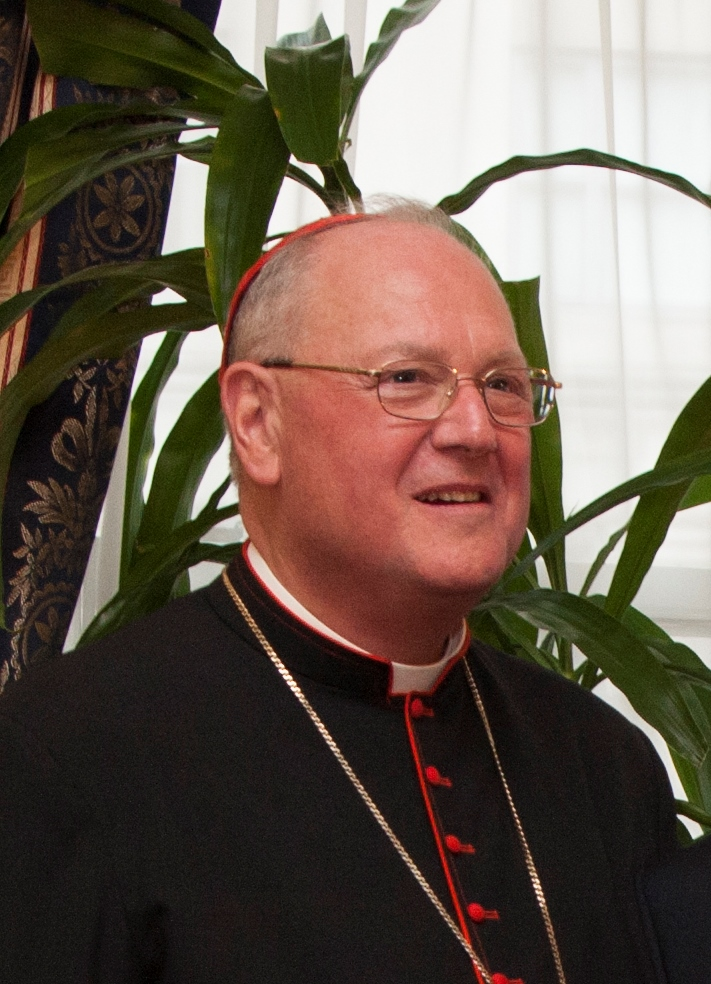
Aartsbisschop Timothy kardinaal Dolan